# Alan Robert Murray
Alan Robert Murray (30 de julho de 1956 – 24 de fevereiro de 2021) foi um sonoplasta e editor de som estadunidense. Venceu o Oscar de melhor edição de som em duas ocasiões: na edição de 2007 pelo filme Letters from Iwo Jima e na edição de 2015 por American Sniper, nas quais dividiu as premiações com o Bub Asman.
Morreu em 24 de fevereiro de 2021, aos 66 anos de idade.